# بيريزانسكايا
بيريزانسكايا (بالروسية: Березанская) هي مدينة في مقاطعة كراسنودار كراي في روسيا. يبلغ عدد سكانها حوالي 6447 نسمة.